# 法拉格特 (愛荷華州)
法拉格特（英語：Farragut）是一個位於美國愛荷華州弗里蒙特縣的城市。

## 地理
法拉格特的座標為40°43′18″N 95°28′49″W / 40.72167°N 95.48028°W，而該地的平均海拔高度為292米（即958英尺）。

## 人口
根據2010年美國人口普查的數據，法拉格特的面積為1.06平方千米，當中陸地面積為1.06平方千米，而水域面積為0.00平方千米。當地共有人口485人，而人口密度為每平方千米457人。